# Landesregierung Atli Dam I

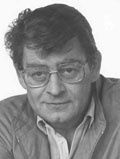
Atli Dam

Die erste Landesregierung mit Atli Dam als Ministerpräsident an der Spitze war die achte Regierung der Färöer nach Erlangung der inneren Selbstverwaltung (heimastýri) im Jahr 1948. 

## Regierung
Die Regierung bestand vom 12. Dezember 1970 bis zum 11. Januar 1975.
Es war eine Dreierkoalition bestehend aus Javnaðarflokkurin, Sambandsflokkurin und Sjálvstýrisflokkurin. Es war die erste färöische Regierung, die fünf Minister mit festen Aufgabenbereichen umfasste.
Atli Dam vom Javnaðarflokkurin führte als Ministerpräsident die Regierung an.
Dazu war er noch für Auswärtiges, Verkehr und Märkte zuständig.
Peter F. Christiansen vom Sambandsflokkurin war stellvertretender Ministerpräsident sowie Minister für Finanzen und Landwirtschaft.
Jacob Lindenskov vom Javnaðarflokkurin war Minister für Arbeit, Soziales und Industrie, Eli Nolsøe vom Sambandsflokkurin war Minister für Fischerei, Handel und Justiz und Sámal Petersen vom Sjálvstýrisflokkurin Minister für Kommunales, Kultur und Bildung.
Als Sámal Petersen 1972 aus der Regierung ausschied, übernahm Asbjørn Joensen vom Sjálvstýrisflokkurin seine Aufgaben.

## Mitglieder
Mitglieder der Landesregierung Atli Dam I vom 12. Dezember 1970 bis zum 11. Januar 1975:
| Aufgabenbereich                                              | Minister                    | Minister | Partei |
| ------------------------------------------------------------ | --------------------------- | -------- | ------ |
| Ministerpräsident (Løgmaður) Auswärtiges, Verkehr und Märkte | Atli Dam                    |          | C      |
| Stellvertr. Ministerpräsident Finanzen und Landwirtschaft    | Peter F. Christiansen       |          | B      |
| Arbeit, Soziales und Industrie                               | Jacob Lindenskov            |          | C      |
| Fischerei, Handel und Justiz                                 | Eli Nolsøe                  |          | B      |
| Kommunales, Kultur und Bildung                               | Sámal Petersen (1970–1972)  |          | D      |
|                                                              | Asbjørn Joensen (1972–1975) |          | D      |